# Louie Schmitt
Louie Schmitt ou Louis Schmidt est un animateur américain. Il a travaillé pour de nombreux studios dont les studios Disney, Columbia Pictures ou Metro-Goldwyn-Mayer.

## Biographie
En 1937, le dessinateur Al Taliaferro nomma les neveux de Donald Duck (Riri, Fifi et Loulou en français) d'après le gouverneur Thomas Dewey, le gouverneur démocrate de Louisiane Huey Pierce Long et « Louie » en référence à un animateur des Studios Disney, Louie Schmitt.

## Filmographie
- 1935 : La Fanfare
- 1937 : Blanche-Neige et les Sept Nains, animateur
- 1942 : Bambi (sous le nom Louis Schmitt)
- 1942 : Toll Bridge Troubles (sous le nom Louis Schmidt)
- 1948 : Half-Pint Pygmy
- 1948 : Lucky Ducky
- 1948 : The Cat That Hated People
- 1949 : Bad Luck Blackie
- 1975 : The Tiny Tree (télé, conception personnage, sous le nom Louis Schmitt)